# Pinciná
Pinciná és un poble i municipi d'Eslovàquia. Es troba a la regió de Banská Bystrica. La primera menció escrita de la vila es remunta al 1326.

## Demografia
| Godina             | 1994 | 2004   | 2014   | 2024    |
| ------------------ | ---- | ------ | ------ | ------- |
| Nombre de persones | 261  | 245    | 249    | 199     |
| Diferència         |      | −6,13% | +1,63% | −20,08% |

| Godina             | 2023 | 2024   |
| ------------------ | ---- | ------ |
| Nombre de persones | 197  | 199    |
| Diferència         |      | +1,01% |